# 天苑三
波江座δ，又名BD-10 728，HD 23249、SAO 130686、HR 1136，是波江座的一颗恒星，视星等为3.54，位于銀經198.1，銀緯-46，其B1900.0坐标为赤經3h 38m 27.4s，赤緯-10° -46′ 6″。这个恒星是一个橙黄色的次巨星，距离我们约29光年，属于太阳的近邻。该星绝对星等为+3.75,总光度约为太阳的3倍，直径为太阳的2.33倍，表面温度约为5000K。与普通红巨星相比，它要小得多，也暗不少，但它会继续向着红巨星方向演化，最后成为一个真正的巨星。
这个恒星可能拥有一个气态的巨行星。